# Sphodromantis biocellata
Sphodromantis biocellata é uma espécie de louva-a-deus da família dos Mantidae, sendo encontrados em Angola, em Camarões e na República Centro Africana.